# Manna from Heaven
Manna from Heaven é um filme de comédia de 2002 escrito por Gabrielle B. Burton e co-dirigido por suas filhas Gabrielle C. Burton e Maria Burton. O filme ganhou prêmios em quatro festivais de cinema. Foi o último filme do ator Jerry Orbach antes de sua morte por câncer de próstata em 2004 e último filme de Shelley Duvall antes de sua aposentadoria de atuação em 2002.

## Sinopse
Manna From Heaven é uma fábula cômica sobre o que acontece quando você começa um dom de Deus (uma colheita financeira), mas muitos anos depois você descobrir que era um apenas um empréstimo e é devido imediatamente. Era uma vez, há muitos anos, um bairro em Buffalo, NY misteriosamente é regado com 20 notas de dólar. Theresa, uma jovem garota que todo mundo acha que é uma santa, não tem muita dificuldade em convencer a sua "família" malha solta que o dinheiro é um presente do céu. Anos mais tarde, Theresa, que se tornou uma freira, tem uma epifania que é hora de pagar o dinheiro de volta, então ela chama o grupo excêntrico juntos para pagar o "empréstimo". O problema é que ninguém quer devolver o dinheiro, ninguém tem o dinheiro, eles não sabem a quem ele pertence, e a maioria deles não podem ficar uns dos outros. Ao longo do caminho, os personagens aprendem sobre a família, romance, reconciliação e redenção, e, trabalhando juntos, eles começam a perceber o seu potencial.

## Elenco principal
| Ator             | Papel                     |
| ---------------- | ------------------------- |
| Shirley Jones    | Bunny                     |
| Cloris Leachman  | Helen                     |
| Louise Fletcher  | Madre Superiora           |
| Seymour Cassel   | Stanley                   |
| Frank Gorshin    | Ed                        |
| Austin Pendleton | Doyle                     |
| Shelley Duvall   | Detetive Dubrinski        |
| Jerry Orbach     | Locutor do concurso Waltz |

## Recepção da crítica
Dave Kehr do The New York Times gostou do filme em geral:
| “ | Um produto nem de Hollywood, nem o eixo indie New York-Sundance, Manna From Heaven é um filme estranho verdadeiro, e enquanto seria fácil culpar a falta de técnica polonesa, um pouco roteiro discursivo e performances irregulares, também é refrescante sincero, gentil e bem-humorado. | ” |